# Ćwiklice (gromada)
Ćwiklice – dawna gromada, czyli najmniejsza jednostka podziału terytorialnego Polskiej Rzeczypospolitej Ludowej w latach 1954–1972.
Gromady, z gromadzkimi radami narodowymi (GRN) jako organami władzy najniższego stopnia na wsi, funkcjonowały od reformy reorganizującej administrację wiejską przeprowadzonej jesienią 1954 do momentu ich zniesienia z dniem 1 stycznia 1973, tym samym wypierając organizację gminną w latach 1954–1972.
Gromadę Ćwiklice z siedzibą GRN w Ćwiklicach utworzono – jako jedną z 8759 gromad na obszarze Polski – w powiecie pszczyńskim w woj. stalinogrodzkim, na mocy uchwały nr 21/54 WRN w Stalinogrodzie z dnia 5 października 1954. W skład jednostki wszedł obszar dotychczasowej gromady Ćwiklice ze zniesionej gminy Pszczyna oraz obszar dotychczasowej gromady Rudołtowice (z wyłączeniem karty 4, obejmującej kolonię Brzozowa) ze zniesionej gminy Goczałkowice Zdrój w tymże powiecie. Dla gromady ustalono 18 członków gromadzkiej rady narodowej.
20 grudnia 1956 województwo stalinogrodzkie przemianowano (z powrotem) na katowickie.
1 lipca 1963 z gromady Ćwiklice wyłączono niektóre parcele z obrębu katastralnego Ćwiklice (karta mapy 1), włączając je do gromady Miedźna w tymże powiecie.
Gromada przetrwała do końca 1972 roku, czyli do kolejnej reformy gminnej.